# Christian Georgeault
Cristian Georgeault, né le 10 octobre 1955 à Fougères, est un militant indépendantiste breton et ancien secrétaire aux affaires internes d'Emgann.

## Biographie
Cristian Georgeault est un monteur en charpentes métalliques.
Il est condamné à 11 ans de réclusion pour 10 attentats et tentatives et « association de malfaiteurs en vue d'une entreprise terroriste » le 26 mars 2004 par la cour d'assises spécialement composée de Paris (affaire de Plévin) mais cette cour l'a acquitté concernant sa mise en cause dans l'attentat mortel du McDonald's de Quévert.
Déjà condamné le 26 mars 2004 pour « détention illégale d'explosifs » provenant, selon le tribunal, du vol d'explosifs de Plévin, il est à nouveau condamné en juin 2005, cette fois-ci pour « recel d'explosifs », avec confusion des peines (affaire de Plévin). Les avocats des militants indépendantistes condamnés y voient une violation de la règle non bis in idem, c'est-à-dire l'impossibilité de juger deux fois pour les mêmes faits.
Il a fait condamner les quotidiens Aujourd'hui en France et Le Télégramme  pour atteinte à la présomption d'innocence ; à l'automne 2004, il a attaqué la France devant la Cour européenne des droits de l'homme pour violation des articles 6, paragraphe 1, 7 et 13 de la Convention européenne des droits de l'homme.
Il est libéré le 7 novembre 2006 après avoir passé six ans et demi en prison, dont quarante-six mois en détention provisoire.
Le 19 novembre 2008, la cour d'assises spéciale de Paris juge irrecevable l'appel partiel formé par le parquet de l'acquittement concernant l'attentat du McDonald's de Quévert (le parquet ne voulait pas remettre en cause sa condamnation à 11 ans de prison pour association de malfaiteur en relation avec une entreprise terroriste). Le parquet fait alors un pourvoi en cassation de cet arrêt d'irrecevabilité de l'appel partiel. La Cour de cassation a confirmé en juin 2009 l'irrecevabilité de cet appel. Ce dossier pénal est donc clos et l'innocence de Christian Georgeault dans le dossier de l'explosion mortelle de Quévert est définitivement confirmée.

### Sources
- Ouest-France
- Le Télégramme
- FLB - ARB : L'Histoire 1966-2005, de Lionel Henry & Annick Lagadec. Éditeur : Yoran Embanner, Fouesnant, 2006, Broché, 390 pages  (ISBN 2-9521446-5-6)
- Le Dossier FLB - Plongée chez les clandestins bretons, d'Erwan Chartier et Alain Cabon, Éditions Coop Breizh, Spézet, novembre 2006